# Eisen(II,III)-fluorid
Eisen(II,III)-fluorid ist eine anorganische chemische Verbindung des Eisens aus der Gruppe der Fluoride.

## Gewinnung und Darstellung
Eisen(II,III)-fluorid kann durch Reaktion von Eisen mit siedender Flusssäure gewonnen werden. Die entstehenden Hydrate können bei 180 °C in das Anhydrat umgesetzt werden.

## Eigenschaften
Eisen(II,III)-fluorid ist ein Feststoff, der in Form von dunklen stahlblauen bis grauen Blättchen vorliegt. Er ist sehr hygroskopisch und geht an feuchter Luft rasch in das tiefrote Trihydrat über. Mit überschüssigem Wasser bildet sich das gelbe, in Wasser schwer lösliche Heptahydrat. Neuere Quellen identifizieren die rote Form als Dihydrat. Dieses besitzt eine orthorhombische Kristallstruktur mit der Raumgruppe Imma (Raumgruppen-Nr. 74).